# Bwaba
Bwaba (singular: Bwa) eller Bobo är en etnisk folkgrupp som befolkar Burkina Faso och Mali. De har en befolkning på cirka 300 000 personer, och är en av landets största folkgrupper. 
De är känt för sina abstrakta masker, som är gjort av trä eller blad, och för sin musik, som har stor betydelse i deras kultur.